# Sansimonismo

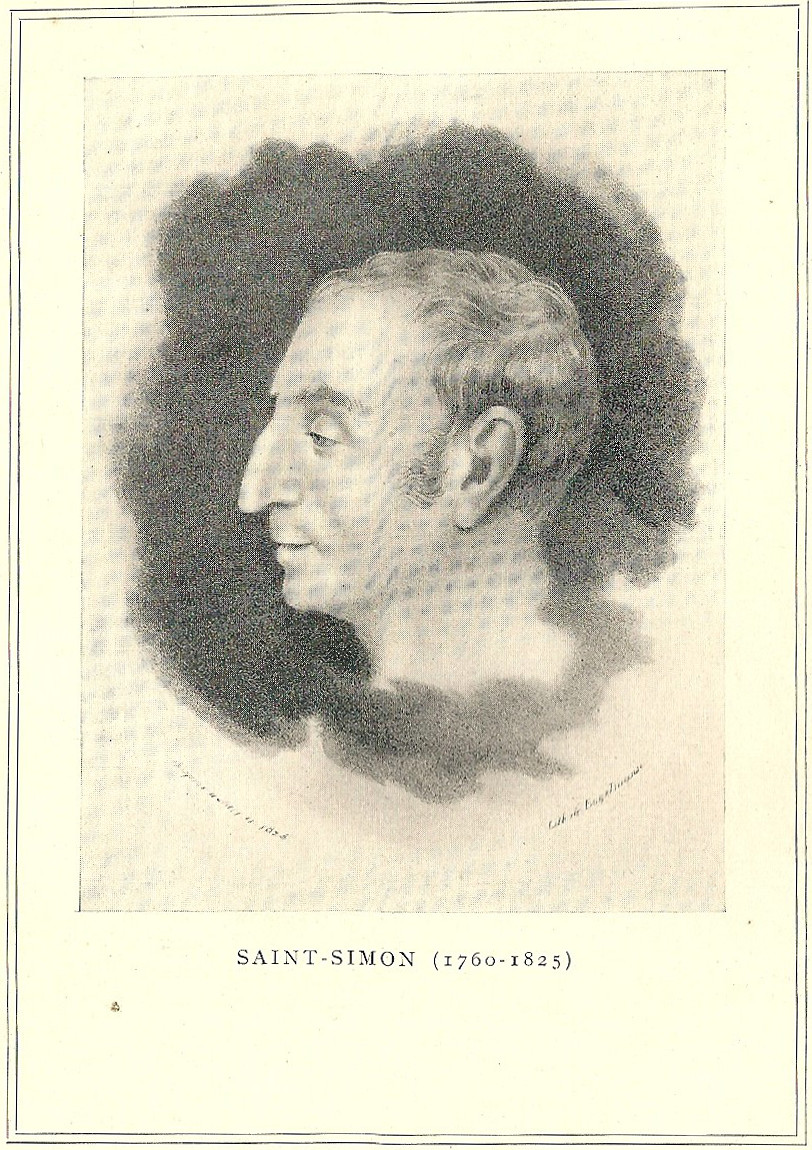
Henri de Saint-Simon, cujas ideias deram nascimento ao movimento que leva seu nome.

O sansimonismo, saint-simonismo ou saint-simonianismo foi o movimento ideológico com fins políticos fundado pelos seguidores do socialista aristocrático Henri de Saint-Simon após a morte deste em 1825. Na França, constituiu a primeira experiência prática de socialismo, ainda que se discuta se suas propostas foram realmente socialistas. Sua influência estendeu-se fora da França e atingiu praticamente a todo o planeta, se apresentando não tanto como um «movimento socialista ou social como quanto agrupamento técnico-político, com objetivos reformistas, metas financeiras e místico-filosóficas não demasiado definidas».
As ideias de Saint-Simon, expressas em grande parte através de uma sucessão de periódicos como l'Industrie (1816), La politique (1818) e L'Organisateur (1819–20) focavam na percepção de que o crescimento da industrialização e da descoberta científica trariam mudanças profundas na sociedade. Ele acreditava que a sociedade se reestruturaria abandonando as ideias tradicionais de poder temporal e espiritual, uma evolução que levaria, inevitavelmente, a uma sociedade produtiva baseada em e se beneficiando de uma "... união de homens engajados em trabalho útil"; a base da "verdadeira igualdade".
As primeiras publicações de Saint-Simon, como sua Introduction aux travaux scientifiques du XIXe siècle (Introdução às descobertas científicas do século XIX) (1803) e o Mémoire sur la science de l'homme (Notas sobre o estudo do homem) (1813), (a última das quais é um elogio a Napoleão), demonstra sua fé na ciência como um meio de regenerar a sociedade. Em seu ensaio de 1814, De la reorganisation of the société européenne (Sobre a reorganização da sociedade europeia), escrito em colaboração com seu então secretário Augustin Thierry, Saint-Simon parece ter previsto a União Europeia, esperando, no entanto, que a Inglaterra assumisse a liderança em formar um continente compartilhando as mesmas leis e instituições. Durante sua última década, Saint-Simon concentrou-se em temas de economia política. Juntamente com Auguste Comte, (então apenas adolescente), Saint-Simon projetou uma sociedade que contornase as mudanças da Revolução Francesa, na qual a ciência e a indústria tomariam o poder moral e temporal da teocracia medieval. Porém, em seu último trabalho, Nouveau Christianisme (Novo Cristianismo) (1825), Saint-Simon voltou às ideias mais tradicionais de renovar a sociedade por meio do amor fraternal cristão. Ele morreu logo após a sua publicação.

## História

### O «socialismo aristocrático» de Saint-Simon
Em 1825, no ano de sua morte, publicou-se a obra de Henri de Saint-Simon Nouveau Christianisme (Novo cristianismo), síntese final de suas ideias econômicas, sociais e políticas desenvolvidas durante os vinte anos anteriores. Nela Saint-Simon propunha criar um «novo» e «autêntico» cristianismo que servisse de fundamento ideológico e moral à nova sociedade industrial que propunha. «A grande meta terrena dos cristãos, que devem se propor a obter a vida eterna, é melhorar o mais rapidamente possível a existência moral e física da classe mais pobre», escreveu.
Para atingir essa sociedade que acabasse com a «anarquia» capitalista, propunha a constituição de um novo Estado dirigido pelos cientistas e pelos «industriais» que substituiriam aos «incapazes»: curas, nobres e exploradores. Por isso sua proposta tem sido qualificada como «socialismo aristocrático», antecedente do que em século XX chamar-se-ia tecnocracia. Daí também que boa parte de seus seguidores fossem banqueiros, financeiros, industriais, inventores, etc., alguns dos quais desempenharam funções importantes na vida econômica da França e fora dela.
Para Saint-Simon, o conflito de classes fundamental da sociedade de seu tempo não era o que o enfrentava à «burguesia» com o «proletariado», como afirmarão outros socialistas e desenvolverá o marxismo, mas aquele que opunha os «produtores» ou «terceira classe» — que incluía tanto os proprietários quanto aos operários, «os que dirigiam os trabalhos produtivos e os que os realizavam» — com os «ociosos» improdutivos que não contribuíam em nada à riqueza e ao bem-estar econômico da nação, e entre os quais se encontravam em primeiro lugar os membros do clero e da nobreza.
Segundo Saint-Simon a propriedade só era legítima quando se baseava no trabalho, do que deduzia que a sociedade moderna se apoiava na indústria e nos «industriais», grupo formado por «três grandes classes que se chamam os cultivadores, os fabricantes e os negociantes» e que todos «reunidos trabalham para produzir ou para pôr ao alcance de todos os membros da sociedade todos os meios materiais para satisfazer suas necessidades ou seus gostos físicos».

### Nascimento e primeira época do sansimonismo (1825-1831)
«Glória a Saint-Simon, o primeiro a anunciar aos homens que suas esperanças não são enganosas, que os sonhos apaixonados de nossos pais logo se tornarão realidade! Defensores da "igualdade"! Saint-Simon diz que os homens são "desiguais"; mas também diz que eles não "distinguirão" um do outro, exceto pelo seu poder de "amor", de "ciência" e de "indústria"; Não é isso o que quereis? Defensores da "liberdade"!, Saint-Simon diz que tereis "chefes"; mas esses líderes serão mais capazes de elevar vossos sentimentos, cultivar vossa inteligência, aumentar vossa riqueza; aspirais a outra coisa quando tentais se libertar de vossos antigos amos?»

Doutrina de Saint-Simon, 1830.
Os seguidores de Saint-Simon consideraram-no como um «mestre» e o apresentaram como um «messias» da nova «religião» exposta em «O novo cristianismo». Os chefes do movimento foram Barthélemy Prosper Enfantin, Saint-Amand Bazard e Olinde Rodrigues, que junto com outros destacados membros do grupo, como Henri Forunel, Abel Transon, Michel Chevalier, Jean Reynaud, Pierre Leroux e Philippe Buchez, constituíram a «hierarquia dos produtores». Seu primeiro passo foi fundar em 1825, no mesmo ano da morte de Saint-Simon, o jornal Le Producteur, no que criticaram o liberalismo e o livre-comércio, e a seguir organizaram sessões de debates públicos nos quais se discutiram e desenvolveram os princípios da escola que foram recolhidos na Exposição da doutrina de Saint-Simon publicada em 1830. Graças a este labor de difusão do sansimonismo foram-se aderindo ao mesmo não só políticos e pensadores, mas também homens de negócios, banqueiros, industriais e economistas que ocupariam postos importantes na França em meados do século. Todos eles assumiram o sansimonismo como uma «religião» cuja «fé» se baseava na ciência — na qual incluíam à história, «uma ciência que assume as características de rigor das ciências exatas»— e que  evia mostrar «o caminho progressivo da humanidade para a associação universal». Assim se dizia na Exposição da doutrina de Saint-Simon:

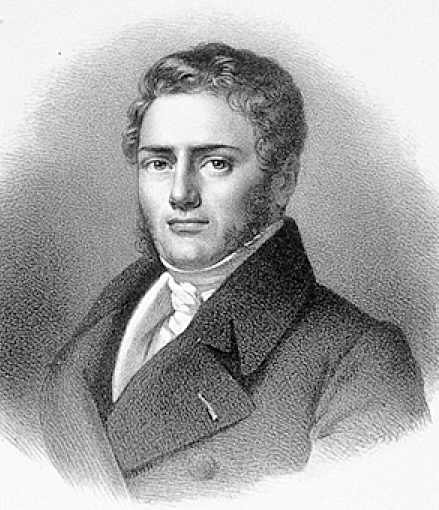
Saint-Amand Bazard.

«Até hoje o homem tem  explorado o homem. Mestres e escravoss, patrícioss e plebeuss, senhores e servos; proprietários; inquilinos; ociosos e trabalhadores,… eis aqui a história progressiva da humanidade até hoje: Associação Universal, eis aqui nosso futuro a cada um segundo sua capacidade, cada capacidade segundo suas obras, eis aqui o novo direito, que substitui o de conquista e o de nascimento. O homem já não explora mais o homem; o homem associado ao homem, explora o mundo abandonado ao seu poderio.»

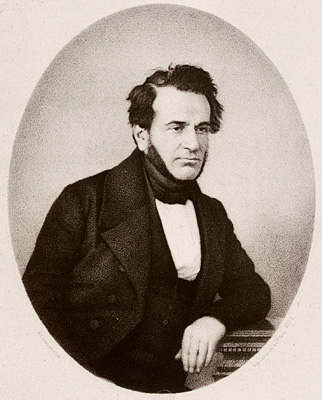
Olinde Rodrigues.

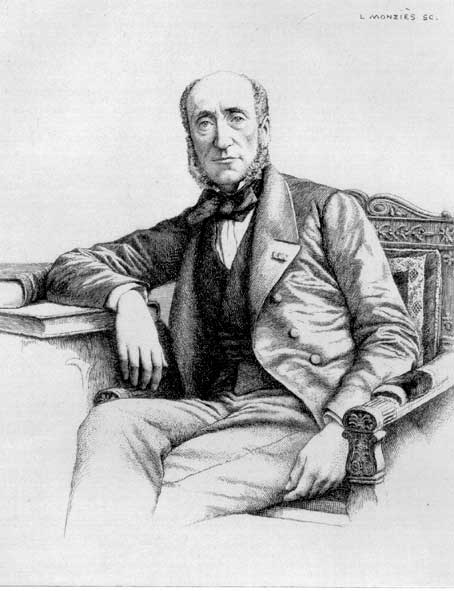
Michel Chevalier.

Os sansimonianos questionaram o direito de propriedade e sobretudo opuseram-se radicalmente a que pudesse se transmitir em herança, porque isso suporia perpetuar «as mordomias do nascimento» —quando morresse um proprietário seus bens seriam «transferidos» ao Estado, «convertido na associação dos trabalhadores»—. Mas advertiam que o sistema social que propugnavam não devia se confundir «com o conhecido sob o nome de comunhão de bens» pois em sua proposta «cada um deverá ser classificado segundo sua capacidade, retribuído segundo obras». O fato de não defender o igualitarismo, de manter «a desigualdade na distribuição» e de propugnar uma sociedade hierarquizada regida pelos melhores —entre os quais incluíam os industriais, os financeiros e os banqueiros, «guias naturais dos trabalhadores»— fez que a influência direta do sansimonismo nos médios operários fosse muito reduzida, apesar de suas contínuas denúncias da «exploração do homem pelo homem».
Por outro lado, os sansimonianos foram dos primeiros em se ocupar da emancipação da mulher, adotando nesta questão posições muito avançadas para seu tempo. Denunciaram que as mulheres eram «escravas» —estavam mais exploradas que os homens pois cobravam menos pelo mesmo trabalho— e que suas únicas perspectivas vitais eram de se converter em submissas ou em prostitutas, sem capacidade pois para dispor de uma vida própria.
Nos últimos anos e no período após sua morte, as ideias de Saint-Simon, que deram destaque à arte como um aspecto valorizado do trabalho, interessaram numerosos artistas e músicos, entre eles Hector Berlioz, Félicien David (que escreveu vários hinos para o movimento) e Franz Liszt. Por um breve período, o historiador e escritor Léon Halévy atuou como secretário do filósofo.

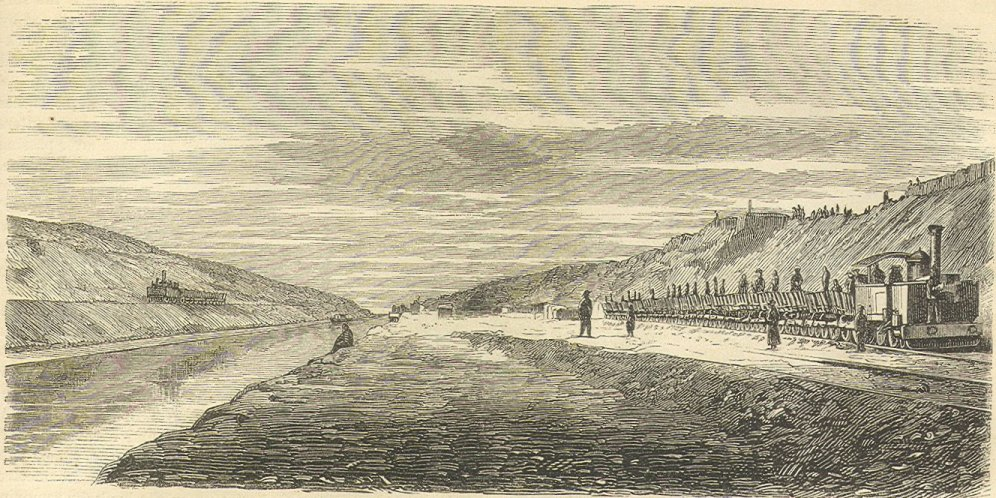
Construção do Canal de Suez.

Na França, o movimento encontrou numerosos opositores, especialmente entre as classes dirigentes e na Igreja católica, e também foi perseguido pelo governo, mas conseguiu se difundir por todo o país e pelos Estados alemães e italianos, e fora de Europa, pelo Oriente Médio e  Egipto, onde os sansimonianos encabeçados por Ferdinand de Lesseps desenvolveram o projeto do canal de Suez inaugurado em 1869. O sansimonismo também influiu no jovem Karl Marx.

### Ruptura, perseguição e extensão do movimento fora da França (1831-1864)

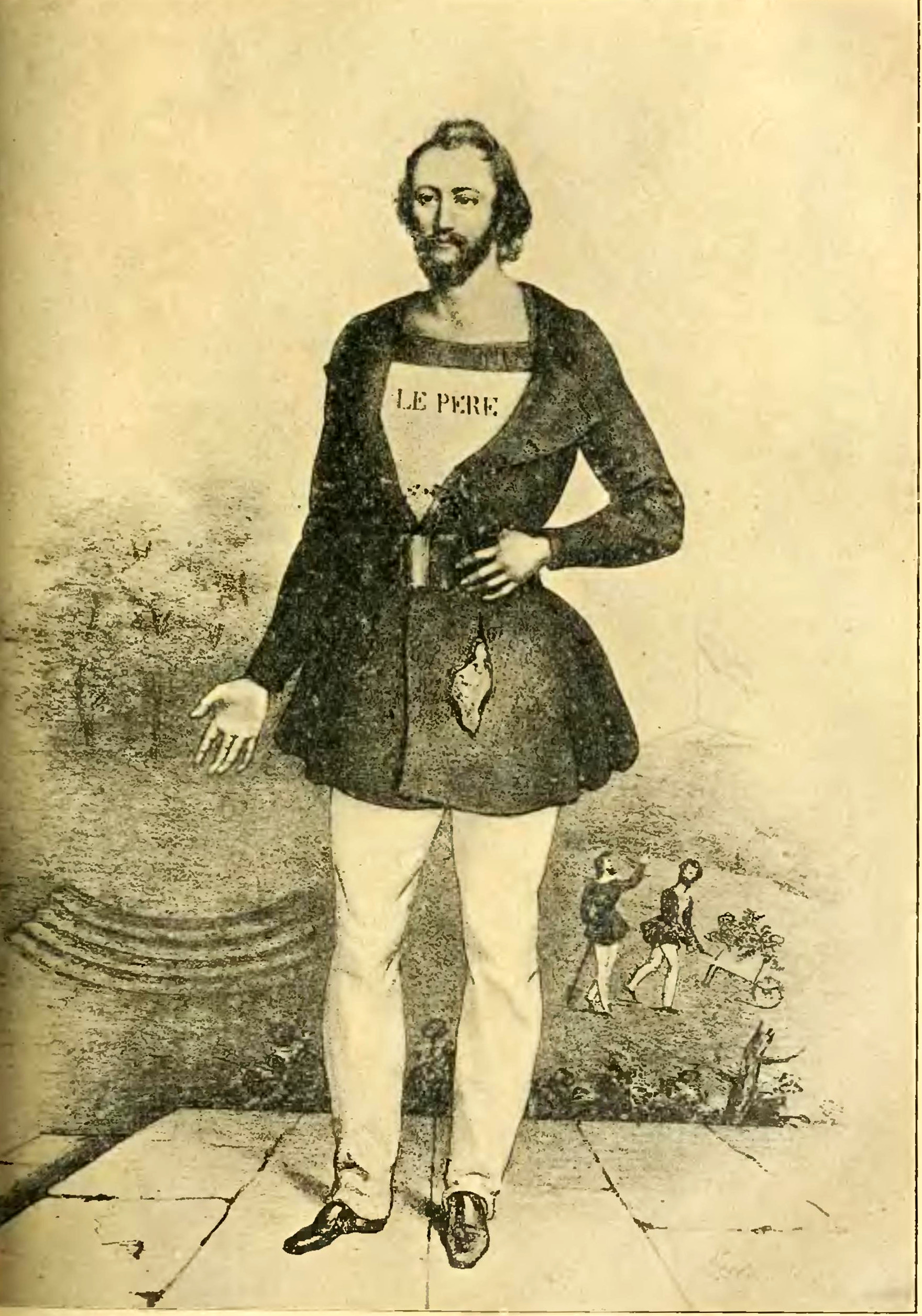
Barthélemy Prosper Enfantin, «pai» da «religião» sansimoniana.

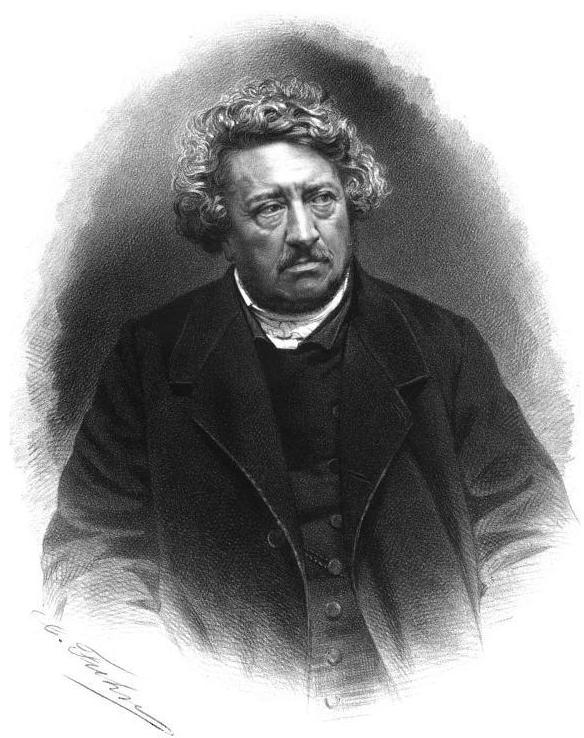
Pierre Leroux.

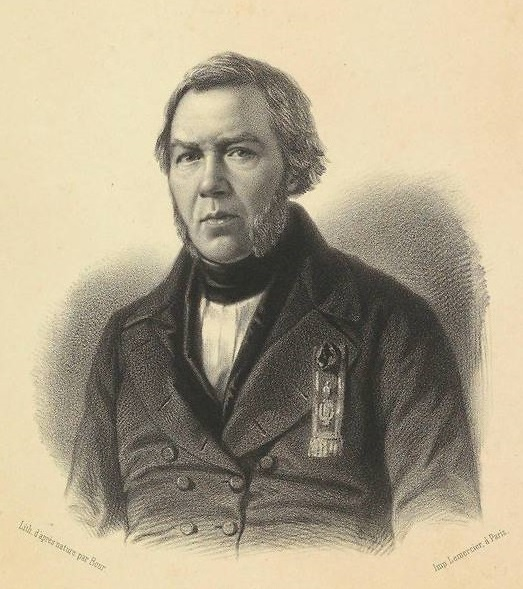
Philippe Buchez.

Após a morte de Saint-Simon, em 1825, seus seguidores começaram a diferir sobre como divulgar suas ideias. Em 1831 Barthélemy Prosper Enfantin e Amand Bazard compraram o jornal Le Globe como órgão oficial de sua fraternidade revolucionária "Amigos da Verdade". Inicialmente, ambos deveriam ser colíderes se autodenominando "Pais Supremos", no entanto, Bazard deixou o grupo à medida que se tornava cada vez mais ritualístico e religioso, com Enfantin fundando uma comunidade em Ménilmontant, onde denunciou o casamento como tirania, promoveu o amor livre, declarou-se "escolhido por Deus" e começou a prever que um "Messias feminino" logo salvaria a humanidade. Em 1832, o grupo liderado pelo carismático Enfantin foi levado a julgamento pela Monarquia de Julho sob a acusação de indecência pública especificamente no que diz respeito às crenças e práticas de Enfantin associadas ao amor livre. O grupo foi posteriormente banido pelas autoridades em 1832, embora já estivesse sofrendo graves disputas internas.
A progressiva conversão do movimento numa «religião» que adotou cada vez mais as características de uma seita acabou provocando sua divisão —e alguns como Pierre Leroux ou Philippe Buchez a abandonaram—, agravada pela perseguição governamental a que foram submetidos seus chefes, sendo alguns deles, como Enfantin e Michel Chevalier, condenados a penas de cárcere.  Depois disso, entre 1833 e 1836 os principais dirigentes sansimonianos, com Enfantin à frente, visitaram Constantinopla e depois se transladaram ao Egito, onde influenciaram a criação do Canal de Suez em busca de revelações messiânicas, e o movimento saint-simoniano formal expirou.
No entanto, outros que estiveram associados ao grupo e não eram seguidores de Enfantin (como Olinde Rodrigues e Gustave d'Eichthal) desenvolveram na prática noções saint-simonianas e se envolveram no desenvolvimento da economia francesa, fundando uma série de grandes empresas, incluindo a Companhia do Canal de Suez e o banco Crédit Mobilier.
Quando regressaram à França, os sansimonianos destacaram no campo do jornalismo, da indústria e das finanças —os irmãos Péreire se converteram nos principais banqueiros franceses. Quando estourou a revolução de 1848, apoiaram à Segunda República Francesa mas se opuseram a qualquer mostra de extremismo, pelo que alguns acabaram aceitando o Segundo Império Francês, como Chevalier e o próprio Enfatin, fundador e diretor de grandes empresas ferroviárias. Desta forma, o sansimonismo deixou de ser um movimento social e muito menos socialista, pelo que se costuma fixar seu final em 1864, ano da morte de Enfantin.
Também foi notado que as ideias saint-simonianas exerceram uma influência significativa em novos movimentos religiosos, como o espiritualismo e o ocultismo desde a década de 1850. Karl Marx consideravam os saint-simonianos os "pais do socialismo".

## Pessoas associadas ao movimento sansimoniano
| - Amand Bazard (1791-1832), socialista - Philippe Buchez (1796-1865), historiador, sociólogo e político - Michel Chevalier (1806-1878), estadista, economista e liberal de livre mercado - Auguste Comte (1798-1857), primeiro filósofo da ciência positiva - Félicien David (1810–1876), compositor - Claire Demar (1799–1833), autora, feminista - Jeanne Deroin (1805-1894), autora, jornalista, feminista, costureira, reformadora social - Barthélemy Prosper Enfantin (1796-1864), reformador social - Gustave d'Eichthal (1804-1886), escritor e publicitário | - Simon Ganneau (1805-1851), escultor, socialista, feminista, místico - Désirée Gay (1810-1891), editora, feminista, costureira, reformadora social - Henri Germain (1824-1905), empresário e fundador do Crédit Lyonnais - Floresca Guépin (1813-1889), feminista, professora, fundadora da escola - Charles Joseph Bay, explorador e engenheiro - Rosa Bonheur (1822-1899), pintora - Suzanne Voilquin (1801–1876), autora, editora, parteira, feminista |